# Rescate de Älvsborg
El rescate de Älvsborg fue una indemnización estipulada en el tratado de Knäred de 1613 para levantar la ocupación militar danesa del castillo de Älvsborg (en Gotemburgo, Suecia) tras la guerra de Kalmar. Según el tratado, el rescate era de un millón rixdollars, que fueron financiados mediante un impuesto pagado durante cada uno de los seis siguientes años 1613–1618 por la población de Suecia. Los daneses no sólo retuvieron Älvsborg como garantía sino también las ciudades de Nya Lödöse, Lödöse y Gotemburgo, así como siete härader de Västergötland. Aun así, dado que Älvsborg era la principal posición estratégica al permitir el acceso sueco al Atlántico y fue el motivo por el cual los suecos aceptaron las duras condiciones, ha sido habitualmente usado para llamar al pago.

## Pago

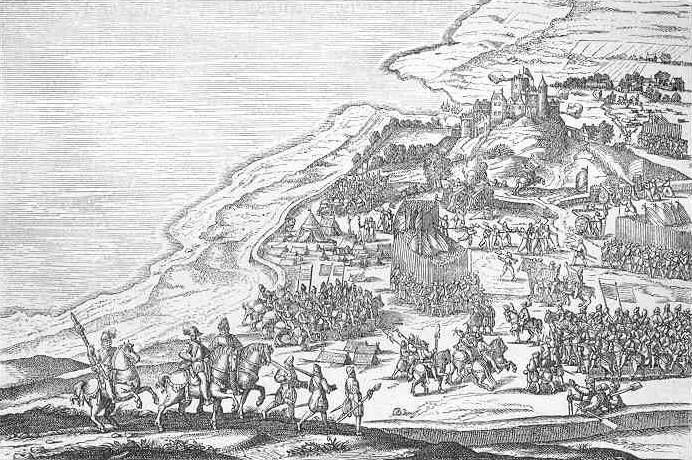
Tropas danesas frente al castillo de Älvsborg en 1563, 50 años antes de los sucesos.

El rescate de un millón rixdollars era el equivalente en valor a cuatro años de cosechas suecas. Debía ser pagado en cuatro plazos y en rixdollars, una moneda internacional que no se usaba en el día a día en Suecia. La mayoría de los rixdollars se obtenían vendiendo cobre sueco en el mercado internacional pero el gobierno también tuvo que tomar préstamos neerlandeses por valor de 250,000 rixdollars. Al final, Suecia logró pagar el rescate. El pago fue financiado por un duro impuesto extra pagado durante seis años por casi todas las personas mayores de quince años, incluyendo a la realeza y la nobleza. Los únicos exentos fueron los inquilinos de granjas de asiento y los soldados en servicio activo. Los daneses habían esperado que Suecia no fuera capaz de pagar, perdiendo su única salida al Atlántico.

## El impuesto de Älvsborg
El impuesto extra que financió el rescate fue recaudado a través de una contribución especial al margen de la hacienda normal pero en cooperación con ella. Una agencia gubernamental especial regida por cuatro Señores del Reino se organizó para supervisar a comisarios provinciales ad hoc. Los comisarios organizaron reuniones parroquiales obligatorias donde todos los campesinos debían atender, en colaboración con el alguacil y el vicario. Las listas de contribuyentes se basaban en los registros del alguacil y del vicario. Este extenso aparato se orientó a distribuir la carga entre toda la población, incluyendo aquellos que habían evitado constar en los registros para no ser llamados a filas. Quienes no pagaban, veían su propiedad confiscadas independendientemente de su extracción social.
El impuesto tuvo que ser pagado en rixdollars, domésticos o extranjero o en buena plata a un ratio de 2 lot, 1 quintin (~30 gramos) de plata por rixdollar. En caso de ausencia de rixdollars, se aceptó el pago con monedas suecas de más de medio daler: 6 marcos o 1 ½ daler por rixdollar. El impuesto también podía ser pagado en especie; un lispound (~8,5 kilogramos) de cobre por 1½ rixdollars, un shippound (~136 kilogramos) de hierro por 4 rixdollars, un tun (~147 litros) de trigo por 1½ rixdollars y un tun de centeno o malta por rixdollar.

## Tasas
| Tema de impuesto | Impuesto anual                                                             |
| --- | -------------------------------------------------------------------------- |
| La reina viuda | Según su voluntad y propensión                                             |
| El rey | 32 rixdollars por cada 100 dalers (48%) de ingresos de la Corona.          |
| Los príncipes hereditarios | 32 rixdollars por cada 100 dalers (48%) de ingresos.                       |
| Nobles del Reino | 32 rixdollars por caballero que deban proporcionar al rey                  |
| Tesoreros, maestros de la moneda, empleados de la moneda, agentes de aduanas | 50 rixdollars cada uno                                                     |
| Obispos, oídores, secretarios | 40 rixdollars cada uno                                                     |
| Capitanes, lugartenientes y portaestandartes de caballería | 20 rixdollars cada uno                                                     |
| Superintendentes, sacerdotes de villa y párrocos | 16 rixdollars cada uno*                                                    |
| Alguaciles y empleados | 16 rixdollars cada uno                                                     |
| Mercaderes extranjeros | 16 rixdollars cada uno, y entonces 2 rixdollars por 100 dalers facturación |
| Barcos extranjeros | 1 rixdollar por last, y 2 rixdollars por mástil, en cada llegada           |
| Capitanes, lugartenientes y portaestandartes deinfantería | 12 rixdollars cada uno                                                     |
| Underlagmän y lagläsare (jueces locales) | 12 rixdollars cada uno                                                     |
| Profesores y maestros de escuela | 8 rixdollars cada uno                                                      |
| Villano-lensmen | 8 rixdollars cada uno                                                      |
| Burgueses, incluyendo a quienes vivían en ciudades ahora arrasadas | 2 rixdollars por evaluado öre en impuesto                                  |
| Kopparbergsmän (Mineros de cobre) | 2 rixdollars cada uno y 3 rixdollars por mina                              |
| Järnbergsmän (Mineros de hierro) | 2 rixdollars cada uno y 2 rixdollars por mina u horno                      |
| Curatos ciudadanos | 4 rixdollars cada uno                                                      |
| Sastres, zapateros, peleteros y otros artesanos sin talleres propios | 4 rixdollars cada uno                                                      |
| Sargentos y otro oficiales sin destino, subailíos y empleados subalternos | 3 rixdollars cada uno                                                      |
| Curatos parroquiales | 2 rixdollars cada uno                                                      |
| Soldados rasos de caballerías e infantería, yeomen y otros granjeros sujetos al servicio militar, burgueses propietarios y campesinos, tanto propietarios como arrendatarios, tanto si poseen un mantal o medio | 2 rixdollars cada uno                                                      |
| Vagabundos, peones o jornaleros de más 15 años de edad, tanto viviendo con sus padres o independientemente | 1 rixdollar cada uno                                                       |
| Sirvientas de más de 15 años de edad, en ciudad o campo | ½ rixdollar                                                                |
| Fuente: | * El obispo debía ajustar el impuesto según riqueza.                       |